# Czabarówka
Czabarówka – wieś na Ukrainie w rejonie czortkowskim należącym do obwodu tarnopolskiego.
Znajduje się tu przystanek kolejowy Czabarówka, położony na linii dawnej Galicyjskiej Kolei Transwersalnej.
W II Rzeczypospolitej wieś w powiecie kopyczynieckim województwa tarnopolskiego. W lutym 1940 NKWD zesłało na Syberię 24 polskie rodziny (72 osoby). Aresztowało także kierownika szkoły Franciszka Hołubowicza. W 1941 Ukraińska Policja Pomocnicza wywiozła do getta tutejszych Żydów, mordując kilku z nich. W latach 1944–1945 nacjonaliści ukraińscy z OUN-UPA zamordowali tutaj 22 Polaków.
W czasie okupacji niemieckiej mieszkające wsi polskie rodziny Hołubowiczów i Krzynowych ukrywały Żydów, za co po wojnie Instytut Jad Waszem uhonorował Franciszka, Helenę, Zbigniewa i Kazimierza Hołubowiczów oraz Karola i Teklę Krzynowych tytułami Sprawiedliwych wśród Narodów Świata.
We wsi Czabarówka w 1929 roku urodził się polski pomolog i długoletni pracownik Uniwersytetu Przyrodniczego w Poznaniu profesor zwyczajny Tadeusz Hołubowicz.
Do 2020 w rejonie husiatyńskim.